# Believe (fragrância)
Believe é uma fragrância feminina de Elizabeth Arden e endorsada por Britney Spears. Essa é a quinta fragrância de Britney, e foi lançada em24 de Setembro, 2007. O perfume é descrito como sensual e quente, delicado e feminino. Sua essencia é uma mistura de espumantes de frutas exóticas, florais suaves e âmbar sedutor.

## Tagline
Em português a tagline seria: A maior liberdade é acreditar em si mesmo.

## Controvérsia
O perfume criou controvérsia em Agosto de 2007, quando foi revelado ser quase uma cópia do logotipo da campanha de camisetas organizada em Vancouver - para fins lucrativos/caridade híbrida pela “Mondonation”..  A empresa de anúncio contratada por Elizabeth Arden para criar a campanha da fragrância copiou muitas recursos da marca original Mondonation, em uso desde 2005, incluindo o esquema de cores únicas e diversas características tipográficas. A carta de campanha para a empresa de perfumaria chamou a atenção generalizada para o design plagiado da marca Britney. Em um artigo publicado por Fiona Anderson no Vancouver Sun, foi revelado que o Vice Presidente da companhia de Elizabeth Arden tinha contatado a Mondonation e indicou que haveria negociações para resolver o problema. 
Mondonation ainda vende suas camisetas "I Believe" com uma porção de delas sendo doadas para organizações de caridades de problemas ambientais, éticos, e consiencia social. 